# Санд-Кулі (Монтана)
Санд-Кулі (англ. Sand Coulee) — переписна місцевість (CDP) в США, в окрузі Каскейд штату Монтана. Населення — 179 осіб (2020).

## Географія
Санд-Кулі розташований за координатами 47°24′9″ пн. ш. 111°10′19″ зх. д. / 47.40250° пн. ш. 111.17194° зх. д. (47.402531, -111.172020).  За даними Бюро перепису населення США в 2010 році переписна місцевість мала площу 6,79 км², уся площа — суходіл.

## Демографія
Згідно з переписом 2010 року, у переписній місцевості мешкало 212 осіб у 87 домогосподарствах у складі 65 родин. Густота населення становила 31 особа/км².  Було 94 помешкання (14/км²).
Расовий склад населення:
| - 95,8 % — білих - 1,4 % — корінних американців - 0,9 % — чорних або афроамериканців |

До двох чи більше рас належало 1,4 %. Частка іспаномовних становила 1,4 % від усіх жителів.
За віковим діапазоном населення розподілялося таким чином: 22,6 % — особи молодші 18 років, 65,1 % — особи у віці 18—64 років, 12,3 % — особи у віці 65 років та старші. Медіана віку мешканця становила 43,0 року. На 100 осіб жіночої статі у переписній місцевості припадало 87,6 чоловіків;  на 100 жінок у віці від 18 років та старших — 90,7 чоловіків також старших 18 років.
Середній дохід на одне домашнє господарство  становив 53 225 доларів США (медіана — 44 318), а середній дохід на одну сім'ю — 65 251 долар (медіана — 61 563). За межею бідності перебувало 6,8 % осіб, у тому числі 0,0 % дітей у віці до 18 років та 0,0 % осіб у віці 65 років та старших.
Цивільне працевлаштоване населення становило 124 особи. Основні галузі зайнятості: освіта, охорона здоров'я та соціальна допомога — 25,8 %, публічна адміністрація — 13,7 %, сільське господарство, лісництво, риболовля — 11,3 %, транспорт — 10,5 %.